# Otanthus maritimus
Otanthus es un género monotípico perteneciente a la familia de las asteráceas. Su única especie: Otanthus maritimus es originaria de las costas del Océano Atlántico, desde Islandia hasta Canarias.

## Descripción
Es una planta rizomatosa con tallos que alcanzan un tamaño de 20-50 cm de altura, ascendentes, leñosos en la base, con numerosas hojas. Hojas de hasta 13 x 6,5 mm,  oblongas u oblongo-lanceoladas, de crenuladas a ligeramente serradas, carnosas. Brácteas involucrales ovadas; las externas enteramente blanco-aracnoideas; las más internas subglabras en la mitad inferior. Flores de  4 mm, con tubo de c. 2,5 mm. Los frutos son aquenios de 2,5-3 mm, trígonos o tetrágonos, generalmente comprimidos por la cara dorsal. Tiene un número de cromosomas de 2n = 18 (Cádiz, Huelva), 36. Florece y fructifica de mayo a septiembre.

## Distribución y hábitat
Se encuentra en los arenales marítimos de las costas del Océano Atlántico, desde Islandia hasta Canarias (Lanzarote y Gran Canaria), y del Mediterráneo.

## Taxonomía
Otanthus maritimus fue descrita por Hoffmanns. & Link y publicado en Fl. Port. ii. 865 (1809).
Sinonimia
- Athanasia maritima (L.) L.[5]